# 234-я стрелковая дивизия (2-го формирования)
234-я стрелковая дивизия — воинское соединение Рабоче-крестьянской Красной армии в Великой Отечественной войне.
Полное наименование на 1945 год — 234-я Ломоносовско-Пражская орденов Суворова и Богдана Хмельницкого стрелковая дивизия. Применялись также названия Ярославская дивизия народного ополчения и Ярославская коммунистическая дивизия.

## 1941 год. Формирование дивизии
Дивизия формировалась по инициативе Ярославского обкома партии в соответствии с особым разрешением — Постановлением ГКО № 804 от 15 октября 1941 года с военной подготовкой без отрыва от производства из добровольцев Ярославской области (включавшей тогда современную Костромскую область) в районе посёлка Песочное Ярославской области. Дивизию формировали полковник Ф. А. Ламинский и комиссар — М. П. Смирнов. В дивизию направлялись лучшие работники области. Из 11 700 человек было 5311 коммунистов и 2487 комсомольцев. Командный и политический состав дивизии комплектовался из числа руководящих партийных работников области. Обмундирование и вооружение велось за счёт средств области и Наркомата обороны.

## 1942 год
- С 1 марта 1942 года в составе 4-й ударной армии Калининского фронта. С 1.03.42 г. по 2.07.1943 года на Калининском фронте в составе войск 4УА под г. Велиж, в составе войск Опергруппы КФ, войск 41,43 и 39 Армии в районе большака (дороги) Пречистое (Духовщинский район)-Белый (Тверская область). Кх 1 234 сд — 4 эшелона прибыло на ст. Торопец: 1/1350 сп к исходу 1.3 сосредоточиться в районе КРЕСТЫ; 1/1340 сп сосредоточен — ШНИТОВКА; 2/1340 сп к утру 1.3 должен выйти к СЕЛЯНЕ, ВЕЛИЦА. … 2.3 разгружено 7 эшелонов 234 сд. Журнал боевых действий КалФ 3.42
- С 16 марта дивизия в полном составе заняла оборону в районе Велиж для целью обеспечения блокады города.1
- 20 марта «234 сд занимает прежнее положение. Авиация пр-ка с 16.00 до 18.30 бомбила б/порядки 1350 сп».
- 22.3.1942 частным боевым приказом № 0405 4-й ударной армии от 22.3.42 дивизии было приказано ночными переходами к 27.3 скрытно сосредоточится в районе Воронцово (Духовщинский район) — Савостино (Смоленская область) — Гаврово. Кх 1
- С 27 марта вновь наступает в районе Песчиво. Противник стремился прорваться навстречу окружённому гарнизону Велижа. В 6.00 27.3.42 передовой отряд дивизии в составе 3/1350 сп и взвода пешей разведки того же полка вступил в бой с противником в Песчива и занял её. Кх 1
- 28.3 в 5.00 вступил в бой 1342-й стрелковый полк. Кх 1
- 1.4.42 1350 сп поведя наступление в 4.00 на Узвоз был остановлен сильным огнём противника, артиллерии и миномётов. Узвоз подожжён. В 10.00 овладели опорным пунктом пр-ка Узвоз, Арживец. В 18.00 под сильным миномётно-артиллерийский огнём во взаимодействии с авиацией противника Узвоз был оставлен. 134 сп ведя наступление на Дубровица занял восточную часть и вёл бой за западную часть Дубровица.
- 1.4.42 вступил в бой 1340-й стрелковый полк. Кх 1
- Завязавшиеся бои были исключительно ожесточёнными. На стороне противника действовали два пехотных полка 246 фольксгренадерской (пехотной) дивизии и до 5 саперных и строительных батальонов, а также карательные отряды. Благодаря внезапности противнику был нанесен большой урон в живой силе и технике. Только в бою за д. Заречье противник оставил на поле боя до 300 трупов, в д. Песчиво — 90 трупов, Узвоз — более 100 трупов, в д. Вердино до 400 трупов. В этих боях, продолжавшихся с 27.3 по 4.4.1942 г. было отбито свыше 20 населенных пунктов. Кх 1
- 5.4.1942 противник подтянул к месту боев 7-ю танковую дивизию и при поддержке большого количества самолётов перешёл в контрнаступление. О мощи авиации противника может свидетельствовать такой факт: в течение 5.4.42 г. на подразделения 1342 сп самолёты противника совершили более 500 вылетов, на подразделения 1350 сп — более 300. Бои с наступающим противником продолжались непрерывно в течение пяти суток и отличались исключительно ожесточенным характером. Так на д. Мужицкое противник предпринял до 50 атак, на д. Узвоз более 20, причем атаки поддерживались мощными огневыми атаками авиации (до 30-35 самолётов одновременно). В этих боях части дивизии проявили исключительную стойкость, мужество и готовность пойти на самопожертвование во имя Социалистической родины. Как правило, бойцы и командиры дрались с врагом до последнего патрона и гранаты, неоднократно переходили в штыковые контратаки. Целые подразделения погибали в бою, но не отступали ни на один шаг. Так героически погибла 5 рота 1350 сп, 6 рота 1342 сп, при этом в составе роты особое мужество и храбрость в борьбе с немецкими танками и пехотой проявили бывшие студенты Костромского Текстильного Института, добровольцами вступившие в нашу дивизию. В результате боев были разбиты следующие части противника: 7-я танковая дивизия, 689 и 404 пп 246 пд, а также 380 мостовая колонна, 418 строительный батальон, 210 строительный мостовой батальон, 984 запасной строительный батальон, 246 развед. велоэскадрон и часть 246 ап, в том числе его штаб. Противнику ценой больших потерь удалось потеснить наши части на участке Вердино — х. Клестово на 2-3 км, на участке Мужицкое- Узвоз -Милютина — на 0,5-1км и на участке Литвинова-Амшара (вдоль большака) на 4-5 км. Кх 1.
- 14.4.42 во время следования в подразделения дивизии от разрыва своих мин в районе Шеболтаево был ранен в обе ноги командир дивизии полковник Ламинский. К временному исполнению обязанностей командира 234 дивизии Штабом 4-й Ударной армии прислан подполковник Светличный.
- 16.4.42 г. дивизия, произведя перегруппировку частей оставил оборонять фронт: Вервище — Баушкино — Гаврово — оз. ? Сошно — Торчилова 1340 сп, двумя другими полками вела активные наступательные действия в направлении: Федоровка — Торчек — Сутоки, которые с перерывами продолжались до 2.5.42 г. Кх 1
- С 3.05.42 г. дивизия перешла к обороне на широком фронте Скрытея, Грязодубово, Вервище, Гаврово, оз. ? Сошно, Торочилово, оз. Моховое, Савостино, по западному берегу реки Аржать, Свинково, Хомичи, Боровцы, Гарь-Шалыта (ныне Тверская обл), Бор, Залексосновка (ныне Тверская обл), Выдра (общая протяженность фронта более 63 км.). Находясь в обороне части дивизии периодически вели наступательные действия. Кх 1
- 7-8.5.42 г. 1350 сп вел наступательную операцию в районе Гарь-Хлиповка, Остров, высота 199,9. В этом бою уничтожено 6 танков, взорвано 3 автомашины с боеприпасами, уничтожено более 150 фашистов, из них 16 офицеров. Кх 1
- 26.5.42 г. подразделениями 1340 сп был произведен ночной налет на д. Брехаловка. Гарнизон в количестве 47 человек полностью уничтожен, взят пленный разрушено 8 дзот противника. Кх 1
- 1.6.42 г. диверсионный отряд 1350 сп в составе усиленной роты ворвался в д. Свиты, забросал фашистских солдат, находившихся в домах, гранатами и бутылками «КС». Сожжено два дома, артогнем разрушено 20. Кх 1
- С 18 мая дивизия входила в состав 41-й, с 11 декабря — 43-й, а с 24 марта 1943 года — 39-й армий этого же Калининского фронта.
- 13.6.1942 г. Наблюдением установлено, что противник ведет работы по укреплению своей обороны в районе деревень Савостино и Селище, а также за большаком. Противником в 3.30 был открыт миномётный огонь из района дер. Мужицкая по дер. Вервище и из поселка Красный Октябрь по высотам дер.. Терехи. в 1.30. Ответным огнем наших миномётов противника вынудили замолчать. Одна 122-мм гаубица была выдвинута в район Вервищи и с выбранной огневой позиции с 6.30 вела огонь по деревне Песчиво выпустила 100 снарядов. В результате обстрела уничтожено: 15 грузовых машин с грузом, 2 тягача, подожжено бензинохранилище и склад с боеприпасами, разрушено 2 дома. Был виден чёрный дым и слышны разрывы миномётных снарядов. Истреблено до 50 человек противника, пытавшихся тушить пожар. После операции орудие возвращено на прежнюю огневую позицию. Журнал боевых действий 234 сд (28.21.41-5.09.1942) стр.123-124

## 1943 год
- В марте 1943 года её части во взаимодействии с 306-й и 134-й стрелковыми дивизиями в ходе Ржевско-Вяземской наступательной операции вели наступательные бои и преследовали отступающего противника. В результате этих боев были освобождены 52 населенных пункта, в том числе районный центр и ж.-д. станция Пречистое. С августа 1943 года дивизия в составе той же армии участвовала в Смоленской, Духовщино-Демидовской наступательной операции, вела наступление на Рудня (Починковский район). Приказом ВГК от 19 сентября 1943 года ей, как отличившейся в боях при прорыве сильно укрепленной оборонительной полосы немцев в этой операции, было присвоено наименование «Ломоносовская», а её командир полковник Турьев был награждён орденом Отечественной войны 1-й степени. С 17 сентября 1943 года дивизия была выведена в резерв Калининского фронта, а с 24 сентября передана в 4-ю ударную армию (с 20 октября — в составе 2-го Прибалтийского фронта). В конце ноября она вошла в подчинение 11-й гвардейской армии этого фронта и в декабре участвовала в Городокской наступательной операции.
- 2.7.44 Краткая характеристика жизни и боевой деятельности 234 сд с 1.11.1941 по 2.07.1943 : за данный период дивизия потеряла: 3544 убитыми, 5585 раненными, 906 пропавшими без вести, 33 попавшими в плен.
- Ожесточенные бои в Витебской области Белорусской ССР. Серьёзные потери 234-й дивизии.

## 1944 год
- В январе 1944 года дивизия вновь в составе 4-й ударной армии находилась в обороне севернее Витебска (нас. пункты Ендалаки, Пухи, Грабница, Дворище, Новоселки). Затем в начале февраля она была выведена в резерв Ставки ВГК и со станции Великие Луки по железной дороге переброшена в район Лихославля Калининской области, где вошла в состав 21-й армии. В конце марта 1944 года дивизия была передана 47-й армии, входившей в состав 2-го, а с 5 апреля — 1-го Белорусских фронтов.
- 1 апреля 1944 г. командир 3 роты 1 сб 1342-го сп гв. ст. л-т.Галкин Иван Николаевич, разведав планы противника, организовал засаду, где пропустив в тыл к себе группу противника в 16 человек стремительным ударом уничтожил лично 4 и взводом 12 солдат и одного офицера противника. 4 апреля 1944 г. ведя неравный бой в кольце противника, атаковавшего роту при поддержке танков, умело руководил боем, смело продвигался вперед, возглавляя атаки. В ходе боя рота уничтожила до 40 вражеских солдат и офицеров. В неравном бою прорываясь через кольцо вражеских солдат сражаясь до последнего патрона, прорвав кольцо, вывел роту. Гв. ст.л-т Галкин в бою был трижды ранен и умер на поле боя от полученных тяжелых ранений.
- С 8 июля 1944 года её части участвовали в Белорусской, Люблин-Брестской наступательной операции. В сентябре они вели наступление, имея задачу выйти на рубеж реки Висла.
- 1.9.44 Журнал боевых действий 234 сд (01.09.1944-13.06.1945)
- 1.9.44 234 сд имела численный состав в 4203 человека. 1340 сп: 765 человек, из них 225 стрелков, 31 пулемётчика, 44 ПТРщика, 47 миномётчиков, 50 связистов, 15 химиков, 102 хозяйственников, 138 прочих. 1342 сп: 864 человека, из них 215 стрелков, 52 пулемётчика, 45 ПТРщиков, 56 миномётчиков, 124 артиллериста, 17 саперов, 66 связистов, 16 химиков, 87 хозяйственников, 186 прочих.

|                   | 1340 сп | 1342 сп | 1350 сп | 1298 ап | 245 птд | Прочих | Всего |
| ----------------- | ------- | ------- | ------- | ------- | ------- | ------ | ----- |
| Всего людей       | 765     | 864     | 872     | 684     | 140     | 928    | 4203  |
| Активных:         |         |         |         |         |         |        |       |
| Стрелков          | 225     | 215     | 212     | -       | -       | 68     | 720   |
| Пулемётчиков      | 31      | 52      | 40      | -       | -       | 60     | 183   |
| Расчет ПТР        | 44      | 45      | 46      | 20      | 24      | -      | 179   |
| Миномётчиков      | 47      | 56      | 47      | -       | -       | -      | 150   |
| Артиллеристов     | 99      | 124     | 106     | 232     | 56      | -      | 617   |
| Саперов           | 14      | 17      | 19      | -       | -       | 90     | 140   |
| Всего активных    | 460     | 509     | 470     | 252     | 80      | 218    | 1989  |
| Обслуживающих:    |         |         |         |         |         |        |       |
| Связистов         | 50      | 66      | 50      | 145     | 10      | 152    | 173   |
| Химиков           | 15      | 16      | 15      | 6       | 2       | 29     | 83    |
| Хозяйственных     | 102     | 87      | 92      | 65      | 22      | 218    | 586   |
| Прочих            | 138     | 186     | 245     | 166     | 26      | 311    | 1072  |
| Всего             | 305     | 355     | 402     | 382     | 60      | 710    | 2214  |
| Вооружение        |         |         |         |         |         |        |       |
| Винтовок          | 423     | 432     | 442     | 366     | 72      | 480    | 2235  |
| ПППШ, ППД, ППС    | 369     | 368     | 368     | 77      | 56      | 191    | 1429  |
| СПМ               | 14      | 14      | 15      | -       | -       | 26     | 43    |
| РПД               | 30      | 30      | 30      | 9       | 3       | -      | 128   |
| Зенитные пулемёты | -       | -       | -       | -       | -       | 6      | 6     |
| Миномёт 120 мм    | 4       | 5       | 4       | -       | -       | -      | 13    |
| Миномёт 82 мм     | 12      | 8       | 8       | -       | -       | -      | 28    |
| Орудия 122 мм     | -       | -       | -       | 12      | -       | -      | 12    |
| Орудия 76мм ДА    | -       | -       | -       | 18      | 7       | -      | 25    |
| Орудия 76мм ПА    | 3       | 2       | 3       | -       | -       | -      | 8     |
| Орудия 45 мм      | 8       | 9       | 9       | -       | -       | -      | 26    |
| ПТР               | 19      | 21      | 19      | 10      | 8       | 29     | 103   |
| Транспорт         |         |         |         |         |         |        |       |
| Лошадей           | 203     | 215     | 183     | 63      | 5       | 163    | 822   |
| Автомашин         | 4       | 4       | 4       | 36      | 12      | 57     |       |

- 14.09.1944 бои с частями 73-й пехотной дивизии и 3-й танковой дивизии СС «Мёртвая голова». Контратаки танками и пехотой противника на участке 1342-го сп. В результате активных действий 1342-го сп в районе сев. скатов отм. 94.3 захвачено 6 пленных, один из которых умер, принадлежащих 186-му пехотному полку 73-й пд. Одновременно с этим захвачена одна радиостанция противника, миномётная батарея 3-х ствольного состава 81 мм калибра, подбито два танка и одно орудие противника. 1340 сп находится в готовности наступать из-за правого фланга 1342 сп. 14 сентября 1944 года дивизией была освобождена крепость Прага (предместье Варшавы). Донесение штаба 234 сд от 14.9.44
- В ознаменование одержанной победы приказом ВГК от 31 октября 1944 года дивизии было присвоено наименование «Пражская». В дальнейшем до конца года её части находились в обороне северо-западнее Варшавы. 14 сентября 1944 года дивизией была освобождена крепость Прага (предместье Варшавы). В ознаменование одержанной победы приказом ВГК от 31 октября 1944 года дивизии было присвоено наименование «Пражская». В дальнейшем до конца года её части находились в обороне северо-западнее Варшавы.

## 1945 год
- С января 1945 года она в составе 77-го стрелкового корпуса участвовала в Висло-Одерской, Варшавско-Познанской наступательных операциях. Её части вели преследование противника, находясь во втором эшелоне корпуса.
- 29 января 1945 г. бойцы дивизии наступали на рубеже города Кроянке (Краенка, Польша) — Хаммер. 234 сд противостояли части 23-й добровольческой моторизованной дивизии СС «Недерланд» (1-я голландская), в том числе её 48-й добровольческий полк СС «Генерал Зейффардт» и остатки 12-й танковой дивизии, переходя в контратаки при поддержке полевой и самоходной артиллерии. Ночью 1342 стрелковый полк с приданным дивизии 1204 самоходно-артиллерийским полком завязал бой на южной окраине Кроянке. Для усиления наступления комдив ввел в бой 1350 СП из района Шенфельда. 1340 СП выведен в резерв командира корпуса и к 18.00 29.1.1945 сосредоточился в районе Коллин. КП дивизии — Пройсенфкльд. Ведение боя осложнялось недостатком боеприпасов и отсутствием горючего для автотранспорта. Советские потери за сутки: 20 убитых и 60 раненых. Потери противника: убито и ранено до 150 человек, 25 пленных. Сожжено 2 бронепоезда. Захвачено: 1 орудие, 80 винтовок, 1 миномёт, 9 автомашин, 1 рация, 4 паровоза, 200 вагонов с военным имуществом, 3 склада. Журнал боевых действий 234 сд, стр144
- С 18 февраля дивизия вошла в 61-ю армию и участвовала в Восточно-Померанской наступательной операции, в ходе которой овладела городами Альтдамм и Штаргард. На заключительном этапе войны её части принимали участие в Берлинской наступательной операции. В этой операции 27 апреля 1945 года один полк и один батальон дивизии были высажены речным десантом катерами Днепровской военной флотилии на западном берегу Одера (Одербергский десант). За образцовое выполнение заданий командования в боях при овладении городами Дойч-Кроне и Меркиш-Фридланд она была награждена орденом Богдана Хмельницкого 2-й ст. (5.4.1945), а за прорыв обороны немцев восточнее города Штаргард и овладение городами Бервальде, Темпельбург, Фалькенбург, Драмбург, Вангерин, Лабес, Фрайенвальде, Шифельбайн, Регенвальде, Керлин — орденом Суворова 2-й ст. (26.4.1945). Закончила свой боевой путь 2 мая 1945 года на Эльбе.
- 13 июня 1945 года дивизия расформирована. Журнал боевых действий 234 сд (01.09.1944-13.06.1945)

## Состав дивизии
- 1340-й стрелковый полк (Ярославский) ордена Александра Невского
- 1342-й стрелковый полк (Рыбинский)
- 1350-й стрелковый полк (Костромской)
- 1081-й артиллерийский полк, 1298-й артиллерийский Варшавский ордена Красного Знамени полк
- 245-й отдельный истребительно-противотанковый дивизион;
- 98-я (225-я) разведрота; 225-я отдельная мотострелковая рота;
- 641-й (691-й) сапёрный ордена Красной Звезды батальон;
- 979-й отдельный батальон связи;
- 145-й (579-й) медсанбат;
- 136-я (499-я) отдельная рота химзащиты 234 сд ;
- 618-я автотранспортная рота (618 отдельная автомобильная ордена Красной Звезды рота подвоза);
- 409-я полевая хлебопекарня;
- 56-й дивизионный ветеринарный лазарет;
- 1721-я полевая почтовая станция;
- 1055-я полевая касса Госбанка;
- 255-й отдельный лыжный батальон, придан 234 сд в апреле 1942 года. Ком.бат. Николаец Прокофий Максимович, 1910
- 40-й отдельный миномётный дивизион (с 4.01.1942-5.10.1942), командир Бабаков Григорий Афанасьевич, 1914
- 474 отдельный пулемётный батальон (21.09.1942-15.05.1943), командир Бабаков Григорий Афанасьевич, 1914

## Командование

### Командиры
- Ламинский Федор Антонович, полковник (02.11.1941 — 14.04.1942, тяжело ранен)
- Светличный Василий Андреевич,1902, подполковник, временно исполнял обязанности (15.04.1942 — 25.04.1942), полковник, генерал. Начальник оперативного отдела штаба армии с сентября 1941 года, имеет хорошую оперативно-тактическую подготовку и опыт работы в крупных штабах армии. Был начальником оперативного отделения штаба 41-й армии. В период Корсунь-Шевченковской операции войск 2-го Украинского фронта выполнял задания командующего, непрерывно находился в боевых порядках 5КК, 5 ГВ, ТА 53-й армии. В период Ясско-Кишиневской операции полковник Светличный работал с полным напряжением, не жалея не сил не времени, всегда был в курсе полной обстановки на фронте, обеспечивал своевременное получение донесений от войск фронта и докладывал командованию. В период наступательной операции войск фронта по разгрому Белгородско-Харьковской группировки противника и штурма городов Белгород и Харьков, обеспечил командование на вспомогательном пункте непрерывную организацию по управлению войсками. Неоднократно выезжал в передовые части главной группировки войск 53-й и 69-й армий для проверки уточнения обстановки и организации боя, обеспечивал своевременное выполнение приказов командующего фронтом. 134 сд,ЗабФ Дата окончания службы: 30.04.1953. Награждён: Орден Красного Знамени Приказ №: 219/139 от: 03.11.1944, Орден Суворова II степени, Орден «Юнь Квей» IV степени 24.01.1946.
- Турьев, Степан Ильич, майор, подполковник, с 14.05.1942 полковник (15.04.1942 — 18.12.1944)
- Селюков, Афанасий Иванович, полковник (19.12.1944 — 23.07.1945)

### Заместители командира
- Командующий артиллерии 234 сд подполковник, полковник Золотарев Александр Матвеевич,1906, ВКПб, погиб 30(29).12.1943 года в бою за дер. Дворище Витебской области. Орден Красного Знамени Приказ ВС Калининского Фронта №: 924 от: 24.09.1943
- Попов, Иван Ефимович (??.10.1943 — ??.12.1944), полковник
- замкомдива по политчасти подполковник Вашкин Федор Константинович,1905, ВКПб. Награды: Орден Красного Знамени, Орден Ленина, Медаль «За победу над Германией в Великой Отечественной войне 1941—1945 гг.», Орден Отечественной войны I степени, Орден Красной Звезды.
- замкомдива по строевой части гв. полковник Михайловский Василий Иванович,1907 ВКПб, ранен в 1941 и 42 годах. Награды: Орден Красного Знамени, Орден Отечественной войны I степени, Орден Красной Звезды, Орден Ленина, Медаль «За победу над Германией в Великой Отечественной войне 1941—1945 гг.»
- Кирюшин Никифор Николаевич (08.03.1942 по 09.03.1942), подполковник Приказ 8-9.03.1942
- замкомдива по строевой части полковник Соколов Нафанаил Васильевич,1900 б/б, Награды: Орден Отечественной войны II степени, Орден Красного Знамени, Орден Ленина, Орден Красной Звезды.
- полковник Завадский Григорий Федорович 1907 (14.7.1943 −10.7.1944), род. 21.11.1907 г. Награды: Медаль: «За взятие Берлина», Медаль: «За оборону Москвы», Медаль: «За освобождение Варшавы», Медаль: «За победу над Германией в Великой Отечественной войне 1941—1945 гг.», Орден Богдана Хмельницкого II степени, Орден Красного Знамени, Орден Красной Звезды, Орден Кутузова II степени, Орден Ленина, Орден Отечественной войны II степени.
- гв. полковник Житник Алексей Андреевич (14.9.1944) Награды: Медаль «За победу над Германией в Великой Отечественной войне 1941—1945 гг.», Медаль «За освобождение Варшавы».
- гв. подполковник Ярковой Рафаил Никифорович
- Начальник 1-го отделения штаба дивизии в 1944 г., Василий Иванович Малков.

### Комиссары
1. ст. батал. комиссар, подполковник Смирнов Михаил Павлович (08.03.1942 по 30.07.1943), https://pamyat-naroda.ru/documents/view/?id=451743342&static_hash=4c7fd976450c0bdca6f4a3f64adcb46ev1
2. Военком штаба батальонный комиссар Моругин.
3. Вашкин Федор Константинович, 1905, подполковник, зам. комдива по политчасти. Начальник политотдела. До этого в 909 сп 247 сд. Член ВКПб с 1925 г. Медаль: «За победу над Германией в Великой Отечественной войне 1941—1945 гг.», Ордена Красного Знамени в 1944 и 1945 г., Орден Красной Звезды, Орден Ленина, Орден Отечественной войны I степени.

### Начальники служб
- Начальник 1 отдела подполковник Малков Василий Иванович, 17.01.1905 https://1418museum.ru/heroes/26210797/, позже командир 1340 сп
- Начальник химической службы майор Чернышев Александр Николаевич, 1919
- командир миномётного батальона ст. л-т Аваков Саркис Дадашевич,1916 ВКПб, в РККА с 1935 года, участник Советско-финской войны (Териоки (Зеленогорск). Награждён: орденом Красного Знамени, медаль «За победу над Германией в Великой Отечественной войне 1941—1945 гг.», медаль «За оборону Москвы», медаль «За боевые заслуги», орден Красной Звезды. Далее майор, начальник 1-го отделения штаба 234 сд.

## Отличившиеся воины 1340 сп
По смоленским болотам и скатам,

По дорогам в грязи и в пыли

На врага ярославцы-солдаты

За любимую Родину шли.

## Подчинённость
1. Московская зона обороны (Одинцово) 04.01.42-18.02.42.
2. Передислокация по ж/д: 18.02.42-01.03.42.
3. Калининский фронт, 4-я ударная армия: 01.03.42-22.03.42.
4. Калининский фронт, ОГ (Оперативная группа): 22.03.42-18.05.42.
5. Калининский фронт, 41-я армия: 18.05.42-10.12.42.
6. Калининский фронт, 43-я армия: 11.12.42-24.03.43.
7. Калининский фронт, 39-я армия: 24.03.43-17.09.43.
8. Калининский фронт, резерв, 84-й стрелковый корпус: 17.09.43-27.09.43.
9. Калининский фронт, 4-я ударная армия, 83-й стрелковый корпус: 27.09.43-13.11.43.
10. 2-й Прибалтийский фронт, 43-я армия, 83-й стрелковый корпус: 14.11.43-22.11.43.
11. 2-й Прибалтийский фронт, 11-я гвардейская армия, 83-й стрелковый корпус: 23.11.43-31.12.43.
12. 2-й Прибалтийский фронт, 4-я ударная армия, 83-й стрелковый корпус: 01.01.44-31.01.44.
13. 2-й Прибалтийский фронт, 4-я ударная армия, 22-й стрелковый корпус: 01.02.44-03.02.44.
14. Резерв СВГК (ст. Лихославль): 03.02.44-07.03.44 (переформирование).
15. Передислокация: 08.03.44-18.03.44.
16. 2-й Белорусский фронт, 70-я армия, 96 ск: 18.03.4-22.03.44.
17. 2-й Белорусский фронт, 47-я армия: 22.03.44 — 28.03.44.
18. 2-й Белорусский фронт, 47-я армия, 77-й стрелковый корпус: 28.03.44-05.04.44.
19. 1-й Белорусский фронт, 47-я армия, 77-й стрелковый корпус: 05.04.44-12.07.44.
20. 1-й Белорусский фронт, 47-я армия, 125-й стрелковый корпус: 13.07.44-06.09.44.
21. 1-й Белорусский фронт, 47-я армия, 77-й стрелковый корпус: 07.09.44-17.02.45.
22. 1-й Белорусский фронт, 61-я армия, 89-й стрелковый корпус: 18.02.45-20.03.45.
23. 1-й Белорусский фронт, 61-я армия, 80-й стрелковый корпус: 20.03.45-03.06.45.

## Награды
| Награда (наименование)                | Дата награждения                                                        | За что награждена |
| ------------------------------------- | ----------------------------------------------------------------------- | --- |
| Почётное наименование «Ломоносовская» | Приказ Верховного Главнокомандующего СССР № 17 от 19 сентября 1943 года | |
| Почётное наименование «Пражская»      | Приказ Верховного Главнокомандующего № 0350 от 31 октября 1944 года     | За отличие в боях при овладении крепостью Прага |
| Орден Богдана Хмельницкого II степени | Указ Президиума Верховного Совета СССР от 5 апреля 1945 года            | За образцовое выполнение заданий командования в боях с немецкими захватчиками при овладении городами Дойч-Кроне и Меркиш-Фридлянд и проявленные при этом доблесть и мужество. |
| Орден Суворова II степени             | Указ Президиума Верховного Совета СССР от 26 апреля 1945 года           | За образцовое выполнение заданий командование в боях с немецкими захватчиками при прорыве обороны немцев восточнее города Штаргард и овладении городами Бервальде, Темпельбург, Фалькенбург, Драмбург, Вангерин, Лабес, Фрайенвальде, Шифельбайн, Регенвальде, Керлин и проявленные при этом доблесть и мужество. |

Награды частей дивизии:
- 1340-й стрелковый ордена Александра Невского[4] полк
- 1298-й артиллерийский Варшавский Краснознаменный[5] полк

## Память
- В октябре 1981 года в Ярославле открыт музей 234-й коммунистической дивизии, ныне Музей боевой славы.
- Памятник воинам Ярославских дивизий. В Любимском сквере Ярославля. Сооружен в честь 30-летия Победы. Героическим защитникам Родины — воинам Ярославской 234 коммунистической, 238, 243, 285,291, 78 стрелковых дивизий и других соединений и частей. Сформированных на территории области в годы Великой Отечественной войны 1941—1945 гг.
- 8 мая 2001 года на здании музея была открыта мемориальная доска.
- Подобную памятную доску в 2001 году открыли в Муроме (улица Лакина, 17а), на родине командира дивизии Степана Турьева.
- Мемориальная доска установлена и на здании (Ярославль, Трефолева, 7), в котором формировалась дивизия.
- Есть ещё Музей Боевой Славы в г. Волгореченск в МБОУ «Лицей № 1»
- БРАТСКАЯ МОГИЛА № 6 — расположена в центре деревни Воронцово Духовщинского района Смоленской области, в 58 км от г. Духовщина. Захоронение находится по дороге на г. Белый Тверской области. Могила обнесена металлической оградой высотой 1 метр. Имеется входная арка. В 1956 году внутри ограды установлен памятник-скульптура одиночного солдата на постаменте высотой 4 метра. Памятник изготовлен из мраморной крошки, постамент из железобетона. На постаменте укреплена металлическая плита с надписью: «Вечная слава героям, павшим смертью храбрых в боях за свободу и независимость нашей Родины». На месте захоронения сооружен надмогильный холмик размером 2,5х1,3 метра, который обнесенные цоколем высотой 20 см. Могила озеленена, посажены декоративные деревья и цветы. В братской могиле захоронены офицеры, сержанты, солдаты 234 стрелковой дивизии, 157 кавполка, 11 гвардейского танкового полка, 950, 738 стрелковых полков, павшие смертью храбрых в боях за Родину при освобождении района в период Великой Отечественной войны 1941-1945 гг. В 1954—1956 гг. в братскую могилу перенесены останки погибших из деревень: Яковцево, Никишкино, Свиты, Остролуки, Дубовица, Сутоки, Щеголево, Зыки, Кирякино, Кошелево, Замощье, Семеновка, Смокари, Церковище, Клетки, Песчиво, Литвиново, Горки, Зуи, Мужицкое, Новоселки, Селище, Берлезово-Свинково, Федоровка, Савостино, Заречье, Новое, Липки, Амшара, Нивы, Нивки, Милютино, Табор(Бор), Вишневка, Козиновка, Горохлиновка, Заозерье, Пожары, Берлезово, Гарь-Хлиповка, Гридино. Для постоянного ухода и наблюдения могила передана Воронцовской средней школе. Всего в братской могиле захоронено 1392 погибших воина.
- деревня Дворище Сиротинского сельского Совета Витебской области Белоруссии — братская могила 234-й Ярославской Коммунистической Ломоносовско — Парижской орденов Суворова и Богдана Хмельницкого стрелковой дивизии.

## Отличившиеся воины дивизии
- Комаров, Владимир Николаевич (генерал-полковник) — После выхода из госпиталя с декабря 1941 года командовал 1342-м стрелковым полком 234-й стрелковой дивизии на Калининском фронте, а в мае 1942 года опять возвращён на должность командира 944-го стрелкового полка 259-й стрелковой дивизии на Ленинградском и Волховском фронтах. Указом Президиума Верховного Совета СССР от 29 мая 1945 года за успешное руководство воинскими соединениями и проявленные при этом личное мужество и героизм гвардии полковнику Владимиру Николаевичу Комарову присвоено звание Героя Советского Союза с вручением ордена Ленина и медали «Золотая Звезда» (№ 11530).
- Гребенский, Сергей Иванович, Герой Советского Союза, старший сержант. В составе Ярославской коммунистической дивизии защищал Москву. В 1942 году был отозван из дивизии и как механик-водитель был направлен в самоходно-артиллерийский полк. Участвовал в разгроме гитлеровских войск под Сталинградом, в боях за Ростов-на-Дону, за Донбасс, освобождал Мариуполь, Бессарабию. В 1943 году вступил в ВКП(б). Особо отличился механик-водитель Гребенский на завершающем этапе войны, в наступательных боях на территории Венгрии и Австрии в составе 1509-го самоходного артиллерийского полка 2-го гвардейского механизированного корпуса 46-армии 2-го Украинского фронта.
- Нагорный, Григорий Фёдорович, рядовой, заместитель командира отделения 1350 стрелкового полка. Перенагражден орденом Славы 1 степени указом Президиума Верховного Совета СССР от 19 августа 1955 года.[6]
- снайпер, уничтоживший 247 фашистов Пальмин Николай Васильевич,1914 ВКПб. Родился в 1914 году в деревне Русиново (Павловский сельский совет Даниловского района Ярославской области). До войны работал на Ярославском шинном заводе. С ноября 1941 года в рядах Красной Армии, призван Резинокомбинатским РВК (Резинокомбинатский район города Ярославля). С декабря 1941 года на фронтах Великой Отечественной войны. Освоил снайперское дело. Имел 4 ранения.3 июня 1942 года снайпер 2-й стрелковой роты 1340-го стрелкового полка (234-я стрелковая дивизия, 41-я Армия, Калининский фронт) красноармеец Н. В. Пальмин представлен командованием части к первой награде за уничтожение 34 фашистов. Приказом № 14 от 7 августа 1942 года по войскам 41-й Армии награждён медалью «За отвагу». 10 апреля 1945 года командир стрелковой роты 137-го Гвардейского стрелкового полка (47-я Гвардейская стрелковая дивизия) старший лейтенант Н. В. Пальмин представлен командованием части к новой награде за отличие в боях на западном берегу реки Одер. Приказом № 207/н от 14 апреля 1945 года по 47-й Гвардейской стрелковой дивизии награждён орденом Красной Звезды. 13 июня 1945 года Гвардии старший лейтенант Н. В. Пальмин представлен командованием части к очередной награде за отличие в боях на Берлинском направлении. Приказом № 245/н от 19 июня 1945 года по 47-й Гвардейской стрелковой дивизии награждён вторым орденом Красной Звезды. О подвигах Пальмина О подвигах Пальмина

## Известные люди, воевавшие в дивизии
- Арменский, Евгений Викторинович (1923—2014) — выдающий деятель образования и науки, воевал в составе дивизии в 1941—1942 годах.
- Нагорный, Григорий Фёдорович (1925—1963) — полный кавалер ордена Славы, воевал в составе дивизии в 1944—1945 годах.
- Аверичева, Софья Петровна (1914—2015) — в 1942 году пошла добровольцем на фронт, служила в Ярославской 234-й Коммунистической дивизии (234-я стрелковая дивизия) сначала бойцом-разведчиком, позже автоматчиком. В апреле 1943 года была ранена. После окончания войны в 1945 году с девятью боевыми наградами вернулась в Волковский театр, где прослужила до 1991 года. Написала книгу мемуаров «Дневник разведчицы» о трёх своих фронтовых годах. Была депутатом Ярославского городского совета шести созывов и профсоюзным лидером. Умерла 10 мая 2015 года на 101-м году жизни в Ярославле.

## Герои Советского Союза
- ст. лейтенант Усатый, Григорий Яковлевич. Воевал командиром стрелкового взвода в 1350 ст 234 сд в мае-августе 1943 г. Награждён званием Героя Советского Союза 25.4.1945 г. за подвиг совершенный в 238 сп 186 сд Наградной лист

## Кавалеры ордена Ленина
- подполковник Вашкин Федор Константинович, 1905, заместитель командира дивизии по политической части. Начальник политического отдела. До этого в 909 сп 247 сд. Член ВКПб с 1925 г. Медаль: «За победу над Германией в Великой Отечественной войне 1941—1945 гг.», Ордена Красного Знамени в 1944 и 1945 г., Орден Красной Звезды, Орден Ленина, Орден Отечественной войны I степени.

## Бойцы дивизии
- Наймарк Абель Моисеевич, 1904, майор, агитатор политотдела дивизии, член ВКПб с 1924 г. Подвиги в представлениях.
- Чепига Иван Андреевич, 1913, красноармеец. Штаб 234 сд. Призван: Ярославский РВК, Ярославская обл., Ярославский р-н. Убит 05.04.1942 Захоронен: Смоленская обл., Пречистенский р-н, д. Тимошева, около… Перезахоронен в п. Красный Бор под Ярославлем. Есть монумент.
- Бычек Василий Васильевич, 1913. Ст. л-т, капитан. Военный следователь Прокуратуры. Орден Отечественной войны II степени.